# Прва савезна лига Југославије у фудбалу 1981/82.
Прва савезна лига Југославије била је највиши ранг фудбалског такмичења у Југославији 1981/82. године. И педесетчетврта сезона по реду у којој се организовало првенство Југославије у фудбалу. Шампион је постао Динамо из Загреба, освојивши своју четврту шампионску титулу.

## Преглед сезоне
Митар Мркела је са 16 година и 16 дана постао најмлађи дебитант у Првој лиги Југославије до тада када је на утакмици Динама и ОФК Београда на Максимиру заменио Илију Петковића.

## Табела
| Место | Клуб                | мечева | победа | нерешених | пораза | дати голови | примљени голови | гол разлика | бодова |
| ----- | ------------------- | ------ | ------ | --------- | ------ | ----------- | --------------- | ----------- | ------ |
| 1     | Динамо Загреб       | 34     | 20     | 9         | 5      | 67          | 32              | +35         | 49     |
| 2     | Црвена звезда       | 34     | 17     | 10        | 7      | 68          | 40              | +28         | 44     |
| 3     | Хајдук Сплит        | 34     | 17     | 10        | 7      | 53          | 31              | +22         | 44     |
| 4     | Сарајево            | 34     | 16     | 7         | 11     | 57          | 54              | +3          | 39     |
| 5     | Жељезничар Сарајево | 34     | 16     | 6         | 12     | 52          | 37              | +15         | 38     |
| 6     | Партизан            | 34     | 14     | 9         | 11     | 40          | 31              | +11         | 37     |
| 7     | Вележ               | 34     | 13     | 10        | 11     | 49          | 40              | +9          | 36     |
| 8     | Будућност Титоград  | 34     | 13     | 8         | 13     | 47          | 44              | +3          | 34     |
| 9     | Олимпија Љубљана    | 34     | 9      | 15        | 10     | 39          | 38              | +1          | 33     |
| 10    | Војводина           | 34     | 12     | 8         | 14     | 48          | 48              | 0           | 32     |
| 11    | Раднички Ниш        | 34     | 12     | 8         | 14     | 37          | 44              | -7          | 32     |
| 12    | Ријека              | 34     | 11     | 10        | 13     | 39          | 54              | -15         | 32     |
| 13    | Слобода Тузла       | 34     | 9      | 13        | 12     | 36          | 44              | -8          | 31     |
| 14    | Вардар Скопље       | 34     | 12     | 6         | 16     | 43          | 51              | -8          | 30     |
| 15    | ОФК Београд         | 34     | 9      | 12        | 13     | 33          | 41              | -8          | 30     |
| 16    | Осијек              | 34     | 9      | 11        | 14     | 36          | 37              | -1          | 29     |
| 17    | Тетекс Тетово       | 34     | 8      | 9         | 19     | 31          | 68              | -37         | 25     |
| 18    | НК Загреб           | 34     | 7      | 5         | 22     | 27          | 68              | -41         | 19     |
| -     | Динамо Винковци     | -      | -      | -         | -      | -           | -               | -           | -      |
| -     | Галеника Земун      | -      | -      | -         | -      | -           | -               | -           | -      |

Најбољи стрелац првенства: Сњешко Церин (Динамо Загреб) - 19 голова.
|  | Куп европских шампиона   |
|  | Куп УЕФА                 |
|  | Куп победника купова     |
|  | испали из прве лиге      |
|  | пласирали се у прву лигу |

## Састави екипа
| Екипа         | Играчи | Тренер               |
| ------------- | --- | -------------------- |
| Динамо        | Марко Млинарић (33/2), Маријан Влак (32/0), Сњежан Церин (31/19), Петар Бручић (31/2), Драган Бошњак (30/2), Џемал Мустеданагић (29/0), Велимир Зајец (28/1), Звјездан Цветковић (26/3), Миливој Брачун (26/0), Стјепан Деверић (25/11), Зоран Панић (23/8), Златко Крањчар (17/12), Исмет Хаџић (16/0), Емил Драгичевић (15/1), Златан Арнаутовић (9/4), Борислав Цветковић (9/1), Жељко Хохњец (9/1), Марин Куртела (6/0), Драго Думбовић (6/0), Милан Ћаласан (4/0), Звонко Марић (3/0), Бранко Девчић (3/0), Младен Муњаковић (3/0), Радимир Бобинац (2/0), Давор Браун (2/0), Чедомир Јовичевић (1/0), Едвард Крнчевић (1/0)                                      | Мирослав Блажевић    |
| Црвена звезда | Бошко Ђуровски 34/7, Здравко Боровница 32/3, Душан Савић 30/16, Милан Јанковић 30/3, Златко Крмпотић 30, Владимир Петровић 29/3, Иван Јуришић 29/1, Рајко Јањанин 28/6, Милош Шестић 27/7, Ранко Ђорђић 27/7, Александар Стојановић 26, Ђорђе Миловановић 22/1, Милко Ђуровски 19/8, Радомир Савић 17/3, Драган Милетовић 11, Зоран Малишевић 9/1, Драган Симеуновић 8, Љубиша Стојановић 7, Цвијетин Благојевић 5, Радослав Жугић 4/2, Жарко Ђуровић 3, Миленко Рајковић 3, Слободан Горачинов 2, Здравко Чакалић 1, Славко Радовановић 1, Живан Љуковчан 1, Драган Николић 1, Недељко Милосављевић 1, Зоран Павловић 1.                                              | Бранко Станковић     |
| Хајдук        | Иван Гудељ 33/3, Боро Приморац 33/1, Златко Вујовић 30/15, Зоран Вујовић 30/9, Ненад Шалов 29/5, Душан Пешић 28/4, Жељко Берић 28, Иван Пудар 28, Ведран Рожић 27/1, Зоран Вулић 26/5, Блаж Слишковић 20/2, Бранко Миљуш 16, Зоран Јеликић 14, Мишо Крстичевић 13/1, Младен Богдановић 11/2, Давор Чоп 10/3, Есад Мехмедалић 8, Влахо Мацан 7/1, Лука Боначић 7, Зоран Симовић 6, Горан Јордановски 5, Виктор Гоић 4, Зденко Адамовић 4, Иво Шепаровић 2, Мирко Петров 1. | Анте Младинић        |
| Сарајево      | Фарук Хаџибегић 32/4, Зоран Лукић 32/4, Предраг Пашић 31/12, Нијаз Ферхатовић 27/2, Един Хаџиалагић 26/3, Мирза Капетановић 25, Ферид Радељаш 23, Давор Јозић 22/1, Желимир Видовић 21/3, Бобан Божовић 20/1, Сафет Сушић 17/11, Слободан Јањуш 17, Мухидин Тескереџић 16/5, Мехмед Јањош 16/3, Ирфан Ханџић 13, Нијаз Мердановић 13, Хусреф Мусемић 10/4, Харис Смајић 9/1, Динко Врабац 8/1, Славиша Вукићевић 7, Ивица Вујичевић 7, Агим Николић 6, С. Мелић 6, Ненад Видаковић 6, Р. Мухић 5, Милош Ђурковић 4, Нихад Милак 4, Бесим Николић 4, Сенад Мердановић 4, Томашевић 2, Драган Божовић 2, Драган Ђурић 1, Владимир Петковић 1.                            |                      |
| Жељезничар    | Един Бахтић 34/17, Мехмед Баждаревић 32/3, Мирсад Баљић 31/7, Јосип Чилић 31/1, Владо Комшић 31, Никола Никић 27/6, Драгомир Влашки 27/3, Миломир Одовић 26/3, Бранислав Берјан 26, Хајрудин Сарачевић 19/1, Сенад Арнаутовић 17, Слободан Шујица 17, Зоран Паприца 16, Ненад Старовлах 15, Синиша Ашкраба 15, Иван Лушић 14/2, Раде Паприца 13/5, Антон Грабо 10/2, Владо Чапљић 6, Шефик Ушановић 4, С. Мамузић 2/2, Зоран Самарџија 2, Един Ћурић 1, Драган Самарџија 1, Мирсад Ђелиловић 1 | Ивица Осим           |
| Партизан      | Звонко Варга 34/8, Ненад Стојковић 34/1, Ранко Стојић 34, Никица Клинчарски 32/1, Звонко Живковић 31/8, Момчило Вукотић 30/9, Милош Ђелмаш 29/1, Драги Каличанин 28/3, Миодраг Радовић 28, Миодраг Јешић 26/3, Драган Манце 21/5, Слободан Ројевић 20, Александар Трифуновић 19, Звонко Поповић 18, Зоран Лилић 9, Новица Костић 9, Љубомир Радановић 9, Исмет Угљанин 7, Владимир Вермезовић 6, Борислав Петрић 4, Слободан Павковић 3/1, Адмир Смајић 3, Зоран Димитријевић 3, Сеад Машић 1, Ненад Ставрић 1. | Томислав Калоперовић |
| Вележ         | Енвер Марић 34, Аднан Међедовић 33/9, Фрањо Владић 33/3, Веселин Ђурасовић 31/1, Авдо Калајџић 30, Момчило Вукоје 28/3, Мирсад Мулахасановић 27, Ненад Биједић 25/4, Душан Бајевић 24/11, Владимир Матијевић 21/5, Сеад Кајтаз 16/2, Дубравко Ледић 16, Александар Мичић 16, Зоран Бингулац 14, Анел Карабег 12/1, Драгомир Окука 11, Боривоје Лучић 11, Исмет Шишић 10, Владимир Скочајић 8/6, Ибрахим Јакиревић 8, Сенадин Слато 7, Семир Туце 6, Мидхат Грабовица 2, Сенад Главовић 2, Мили Хаџиабдић 2, С. Ђонлага 1, Денис Хркач 1, Стипе Јурић 1. |                      |
| Будућност     | Петар Љумовић 34/4, Жарко Вукчевић 32/10, Зоран Воротовић 32/4, Драган Вујовић 32/4, Јанко Мирочевић 32, Момир Бакрач 30/7, Славко Влаховић 30, Бранислав Дробњак 29/2, Зоран Батровић 26/5, Мирко Радиновић 24/3, Драгољуб Брновић 19, Бранислав Ђукановић 16, Иван Радовић 15/1, Мојаш Радоњић 14/5, Никола Јовановић 12/1, Радован Бујић 12, Војислав Вукчевић 11, Дервиш Хаџиосмановић 8, Зоран Никитовић 7, Василије Калезић 5, Василије Јовановић 4, Жељко Јановић 2, Жарко ПавићЕвић 1, Драган Стојиљковић 1. |                      |
| Олимпија      | Тоне Рожич 32/6, Марко Елснер 32, Мирсад Сејдић 31/5, Вили Амершек 30/12, Зденко Искра 29/2, Звоне Терчич 27/3, Јанез Вољч 27/3, Раде Вујновић 26, Петер Амершек 22, Михајло Петровић 17/1, Слободан Јањуш 17, Сречко Катанец 17, Љубиша Далановић 17, Бранислав Бошњак 16/2, Данило Пердув 16/2, Бранко Шаренац 16, Зоран Мартиновић 15/1, Љубиша Вукмировић 14, Дарко Домаденик 9/2, Јоже Прелогар 7, Роман Бенгез 7, Јанез Хударин 6, Роберт Вољч 2, Данило Попивода 1. |                      |
| Војводина     | Звонко Ћирић 34, Зоран Марић 33/9, Маријан Зовко 32/6, Лазар Грубор 32, Бранислав Новаковић 30/10, Драгољуб Беквалац 29/1, Јосиф Илић 28/3, Чедомир Мићовић 28, Михаил Рац 27, Драган Јаблан 19, Златомир Мићановић 16/9, Андраш Месарош 16/1, Рајко Вујадиновић 15/6, Ђорђе Вујков 15, Шандор Мокуш 11, Лабуд Пејовић 10, Савко Марић 9, Момчило Медић 9, Сава Попић 8/1, Зоран Ђуровић 8/1, Ђорђе Ћурчић 6, Драган Самарџија 5, Драган Тодоровић 2/1. |                      |
| Раднички      | Милован Обрадовић 32/1, Драган Радосављевић 30/5, Мирослав Војиновић 30, Зоран Бојовић 27, Санид Бегановић 25/2, Слободан Халиловић 24/1, Александар Панајотовић 23/3, Миодраг Стојиљковић 22/4, Бранислав Ђорђевић 22/4, Зоран Миленковић 21, Стојан Гавриловић 20/2, Славољуб Николић 19/3, Милош Дризић 18/1, Мирослав Алексић 17/1, Миодраг Савић 14/2, Љуборад Стевановић 13, Иван Станковић 12, Слободан Антић 11/2, Братислав Ринчић 10/1, Раде Радисављевић 9/2, Зоран Милошевић 8, Исмет Угљанин 8, Емир Џиновић 6, Бојан Аврамовић 4, Зоран Стојанов 4, Мирослав Симоновић 2, Горан Никетић 1, Драгиша Стојановић 1, Драган Стојковић 1, Томислав Николић 1. |                      |
| Ријека        | Aдриано Фегић 32/7, Дамир Десница 32/6, Иве Јеролимов 31/2, Никола Марјановић 31/1, Милош Хрстић 31/1, Мирослав Шугар 31, Едмонд Томић 28/10, Нашет Жавели 22, Звијездан Радин 17, Жељко Јањанин 16/1, Небојша Петровић 16/1, Милан Ружић 16, Небојша Малбаша 15/2, Дарко Перанић 13, Миленко Лазовић 13, Ненад Грачан 12/4, Драгољуб Бурсаћ 12/3, Сергио Макин 12, Жељко Белић 12, Владимир Ћутук 11, Младен Стипанчић 9, Зоран Шестан 7, Бранислав Петковић 6, Милан Бачваревић 4, Жељко Николић 4, Мирослав Јелић 3, Младен Младеновић 2, Раде Љепојевић 1. | Маријан Брнчић       |
| Слобода       | Зоран Томић 33/6, Рифат Мехиновић 33/4, Цвијан Милошевић 32/5, Неврес Захировић 32/3, Нихад Мујезиновић 31/4, Неџад Верлашевић 30/1, Сеад Сарајлић 29/6, Мидхат Мемишевић 27, Аднан Џанић 27, Мидхат Смаилагић 24, Фахрудин Омеровић 24, Горан Миљановић 17/3, Неврес Гогић 14, Слободан Петровић 12/1, Исмет Штилић 12, Мурсел Ковачевић 11, Адемир Смајловић 10/2, Мирза Хаџић 9, Резалија Махмутовић 8, Џевад Шећербеговић 6/1, Гордан Џафић 6, Јасмин Диванефендић 4, Мирсад Бараковић 3, Милан Весић 3, Сенад Ибрић 2. |                      |
| Вардар        | Гордан Здравков 31/5, Ђорђе Јовановски 30, Благој Георгијев 30, Гоце Алексовски 29/8, Петар Георгијевски 29/1, Васил Рингов 28/15, Кочо Димитровски 27/2, Зоран Банковић 27/2, Жарко Оџаков 27/1, Илија Савовић 22/2, Зоран Тасевски 20/1, Влатко Димитровски 20, Борче Мицевски 16/2, Петар Груевски 15, Владо Тортевски 13, Миодраг Радовић 11, Атанас Грнчаров 11, Томе Трајановски 9/2, Цветко Костовски 9/1, Стојанчо Златановски 8/1, Драган Павловић 6, Драгомир Мутибарић 4, Ђорђе Тодоровски 4, Звонко Радић 4, Зоран Велковски 3, Миле Петковски 3, Петар Ђорђевски 1, Арих Бегановски 1, Сашо Тодоровски 1                                                  |                      |
| ОФК Београд   | Милан Мајсторовић 33/10, Бојан Кркић 30/6, Драган Марковић 30/2, Драган Томић 29/2, Ђорђе Серпак 29/2, Слободан Батричевић 27/1, Милорад Марић 26, Зоран Зекић 22/3, Предраг Томић 20, Илија Петковић 20, Лазар Трипковић 19, Љубомир Марић 16/1, Миодраг Ђурић 16, Зоран Дмитрић 14/4, Митар Мркела 14, Ђура Станимировић 12, Милан Лазић 10, Горан Зеленовић 10, Небојша Вучићевић 9/1, Станислав Караси 8, Горан Скакић 8, Борисав Митровић 7, Владета Старчевић 6, Бранислав Аникић 6, Владимир Манасијевић 5, Мирза Кахровић 5, Саша Милановић 3, Милован Јовић 2, Србољуб Маринковић 2, Мирослав Јелић 2, Небојша Пековић 1                                      |                      |
| Осијек        | Душан Алемпић 33, Бранко Жеравица 32/1, Миле Думанчић 31/1, Горан Поповић 30/1, Ивица Калинић 30, Ивица Грња 27/1, Јасмин Џеко 26/5, Јосип Иличић 24/3, Милан Маричић 20/1, Мирко Лулић 18, Драган Тодоровић 17/3, Анте Ракела 16/4, Стјепан Чордаш 13/3, Лука Дилбер 13/3, Златко Рашић 13/2, Драгослав Перић 13/1, Петар Никезић 12/2, Срећко Хуљић 12, Иван Лукачевић 11/2, Иван Шмудла 11, Бранко Карачић 9/1, Виктор Гоић 8/1, Стипо Петровић 6, Миомир Метер 5, Илија Шормаз 4/1, Петар Гудељ 3, Маринко Сумић 1, Сава Обрадовић 1, Бранко Давидовић 1. |                      |
| Тетекс        | Љубомир Цветковић 34/6, Мирослав Јаковљевић 32/1, Стојимир Урошевић 31/4, Милко Симовски 30/2, Рајко Пејановић 29, Радмило Јовановић 26/1, Радован Вулићевић 25/1, Мирослав Родић 24, Стеве Грнчаров 18/2, Насер Беадини 17/2, Стеве Заковски 17, Буран Беадини 16/4, Мијалчо Маџунаров 15/1, Љупчо Георгијевски 15, Ранко Цакић 15, Љупчо Лазаров 14, Абделхаким Мемеди 13/1, Зимер Чупи 12/3, Здравко Чакалић 10, Радоје Алексић 9, Ристе Јосифовски 7/1, Љубомир Рајчевски 7, Ванчо Спасовски 6/1, Ванчо Дилев 4, Јовица Будисављевић 3, Душан Николић 3, Александар Новичић 2, Душко Томић 2                                                                       |                      |
| Загреб        | Славко Ковачић 33/8, Драган Вукадиновић 33/6, Мирослав Уљан 27/1, Дамир Петравић 27, Бранко Годинић 26, Мирко Мијовић 24, Михајло Бошњак 23, Атиф Липовац 23, Драго Рукљач 22/1, Маринко Кољанин 21, Дамир Валец 19, Бранимир Антолић 17/1, Жељко Павковић 17, Вјеран Симунић 14, Жељко Смолек 13/6, Жарко Шетка 10, Сергио Макин 10, Срећко Курбаша 6/2, Мехмедалиј Шишић 9/1, Стипе Перић 9, Звонко Чопор 8, Младен Путанец 7, Ненад Подгајски 7, Недељко Топић 6/1, Дамир Маричић 6, Јозо Брко 5, Иван Јурина 4, Звонко Фућкала 2, Ј. Писачић 2, Милан Шаровић 1, Милан Кукуљ 1, Анте Толић 1                                                                       |                      |